# 香港超級市場

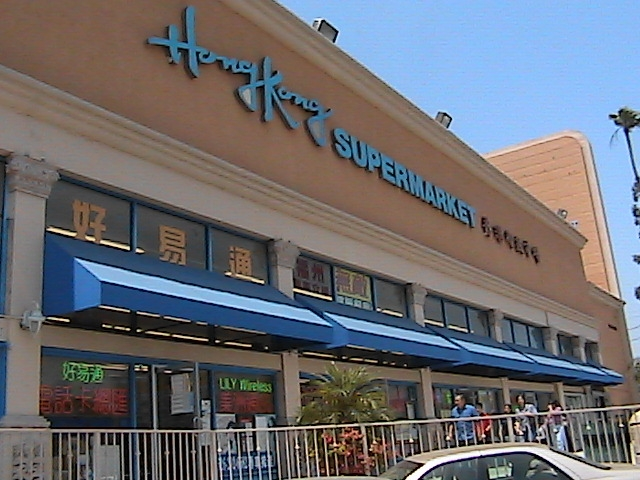
蒙特利公園香港超級市場的外面照片

香港超級市場（英語：Hong Kong Supermarket），在1981年於加州蒙特利公園首次開設分店，總部位於紐約。
主要股東為胡兆明（在1994年於紐約開設），為前香港藝人叶玉卿之丈夫。首席執行官及董事長為陳學新，首席財務官為黃升源。
業務在美國經營為亞洲地區市民提供銷售中國大陸、東南亞、台灣貨品，在加州、賓夕法尼亞州、新澤西州、紐約州、喬治亞州和麻薩諸塞州已有13家分店。
2009年，香港超級市場開始接收Super 88超級市場；其中在2008年，當時6家已關閉3家。此外，由於受到違反最低工資影響，被美國勞工部罰款20萬美元。

## 連結
- hk-supermarket.com （页面存档备份，存于）
- hk2-district.com （页面存档备份，存于）